# حصن المخير (الطويلة)

تعديل مصدري - تعديل

حصن المخير هي إحدى قرى عزلة شمات (حصن المخير) بمديرية الطويلة التابعة لمحافظة المحويت، بلغ تعداد سكانها 2573 نسمة حسب تعداد اليمن لعام 2004.